# Jettchen Geberts Geschichte. 1. Jettchen Gebert
Jettchen Geberts Geschichte er en tysk stumfilm fra 1918 af Richard Oswald.

## Medvirkende
- Mechthildis Thein som Jettchen Gebert
- Conrad Veidt som Friedrich Köstling
- Leo Connard som Salomon Gebert
- Martin Kettner som Ferdinand Gebert
- Julius Spielmann som Jason Gebert